# Bernau bei Berlin

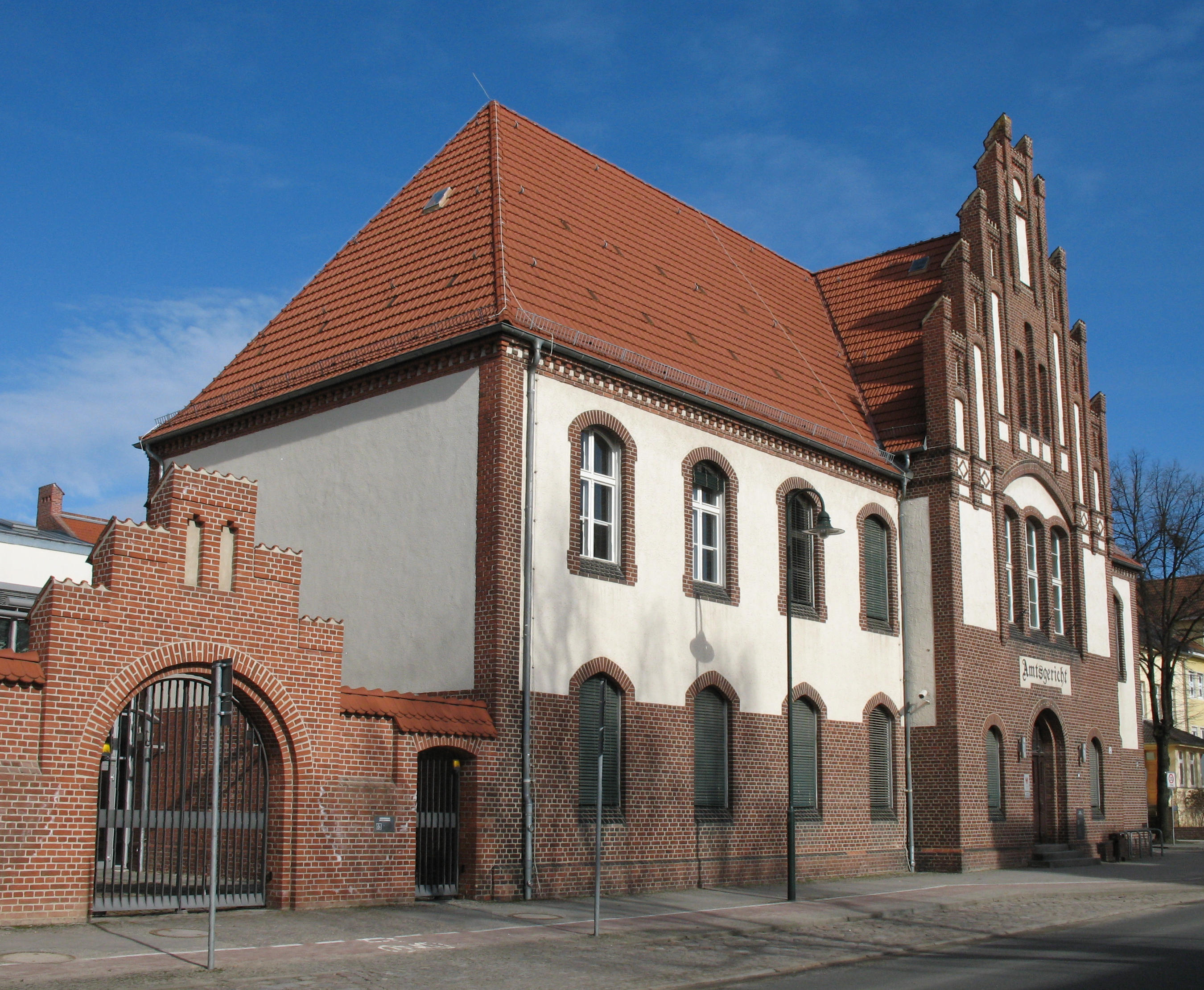
Local District Court

Bernau bei Berlin là một thị xã ở huyện Barnim, Đức, 10 km về phía đông bắc Berlin.
Năm 1842, tuyến đường sắt đã được mở qua đây. Tuyến xe lửa điện bắt đầu vận hành năm 1924.

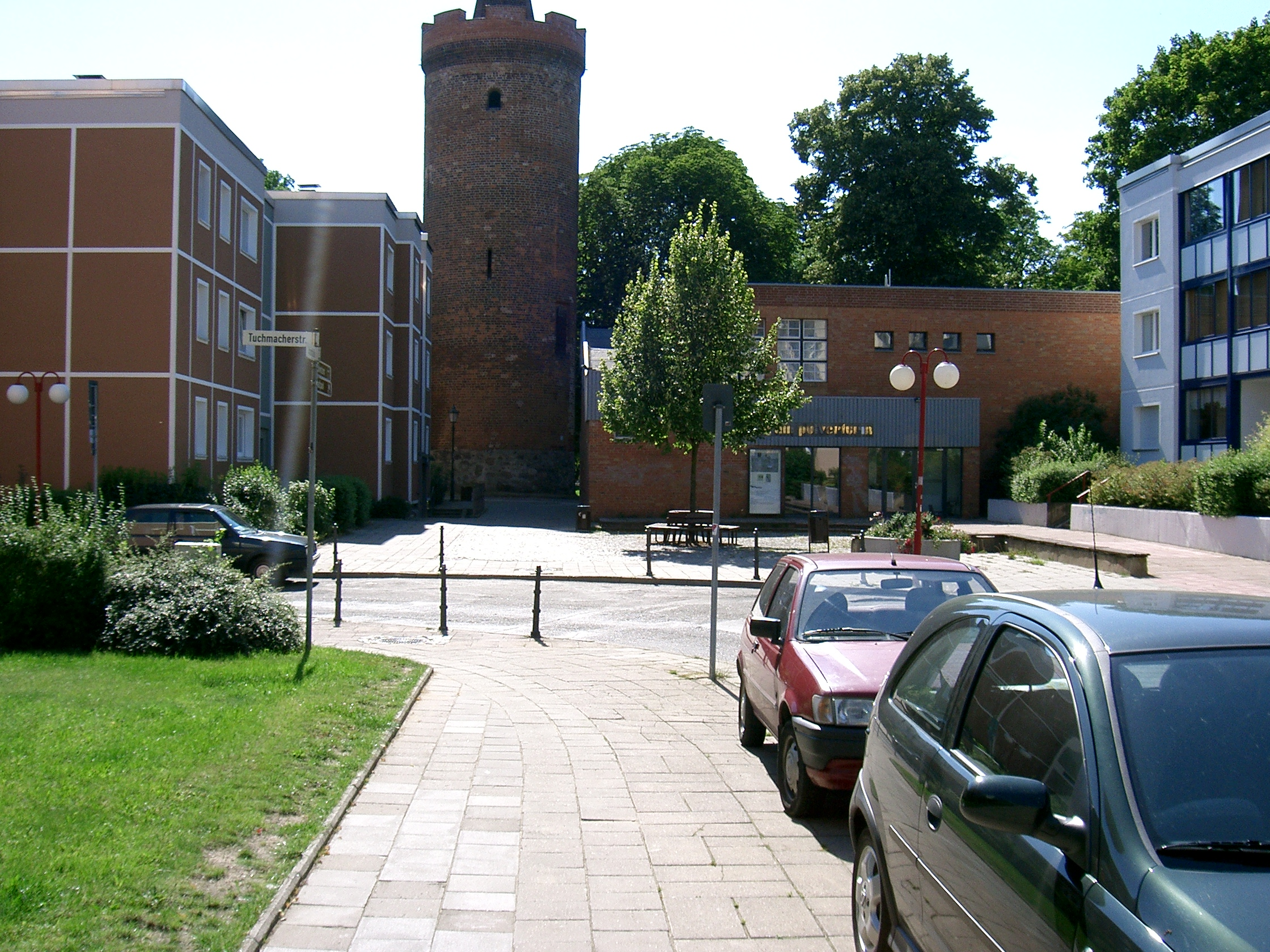
Pulverturm (Armory).

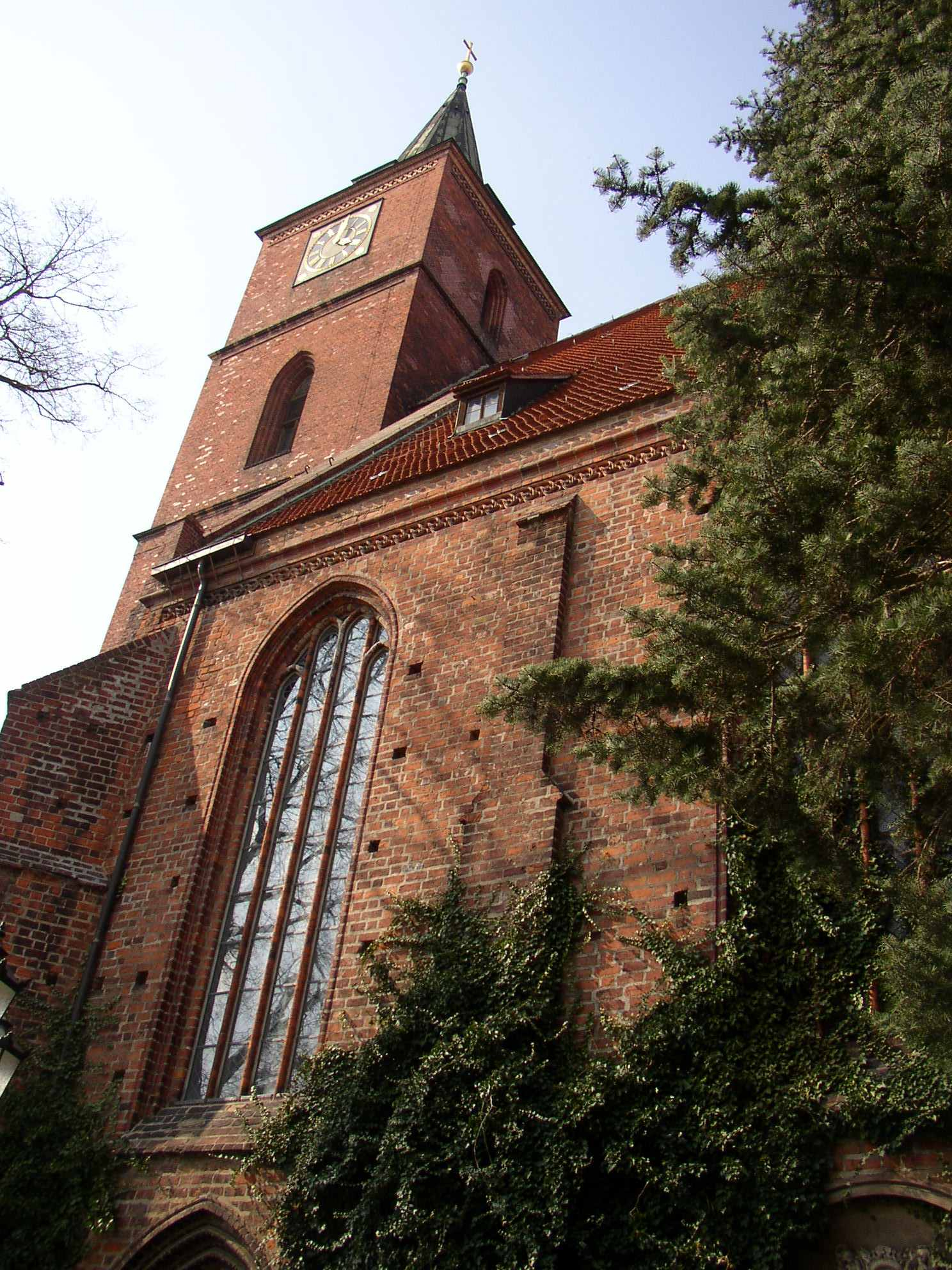
Giáo đường St. Mary.

## Đô thị kết nghĩa
- - Champigny-sur-Marne, Pháp
- - Meckhenheim, North Rhine-Westphalia, Đức
- - Skwierzyna, Ba Lan

## Liên kết ngoài

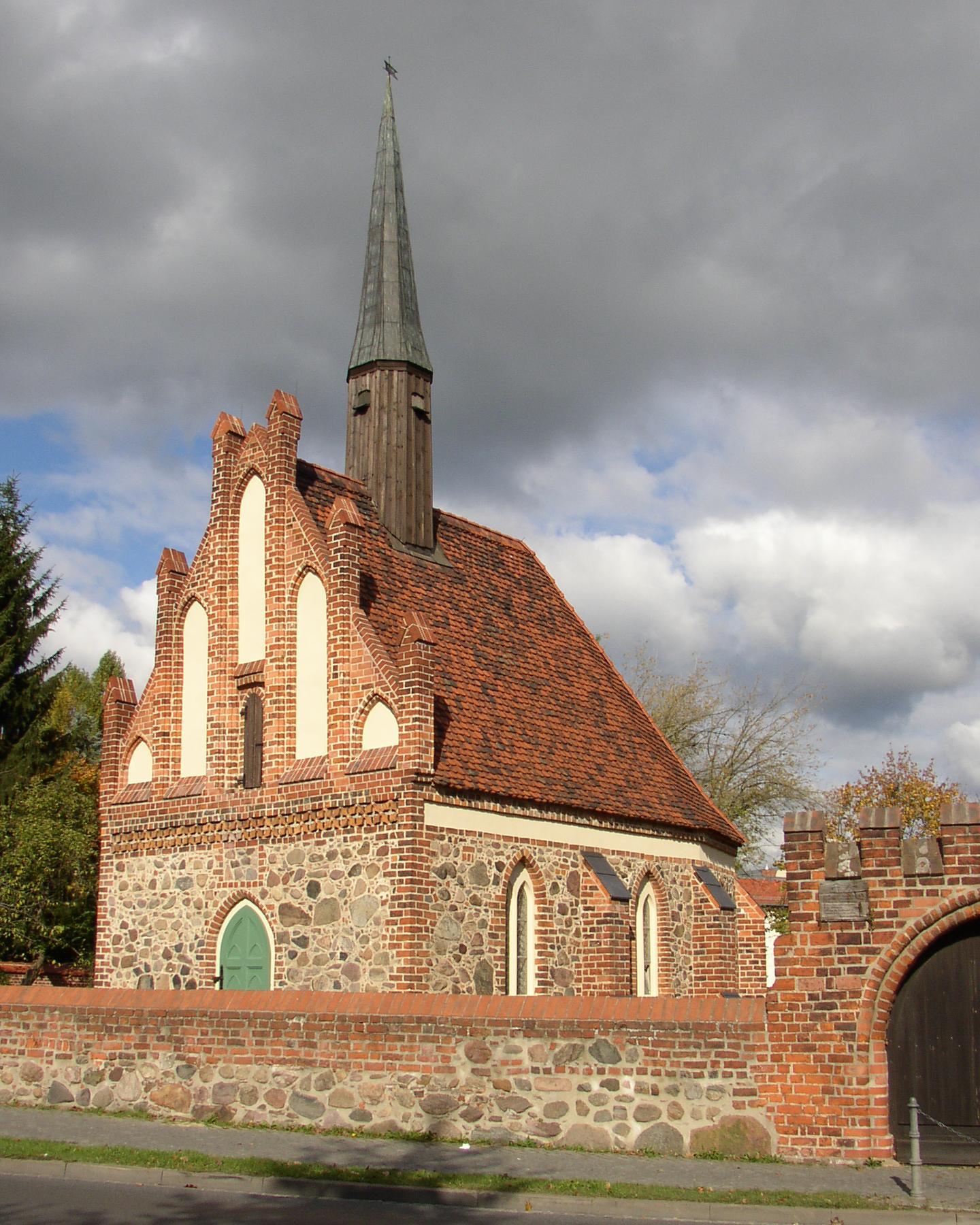
Nhà thờ
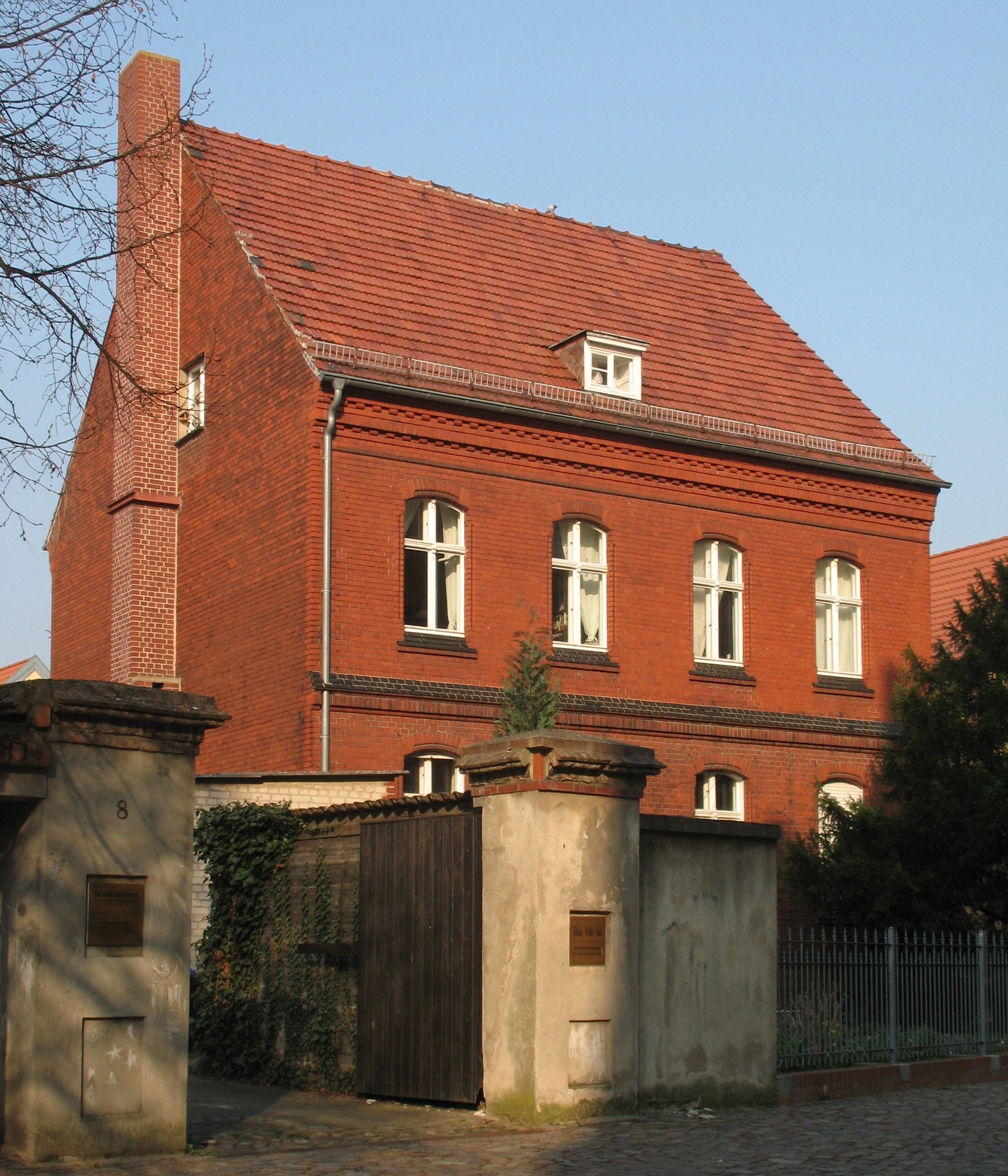
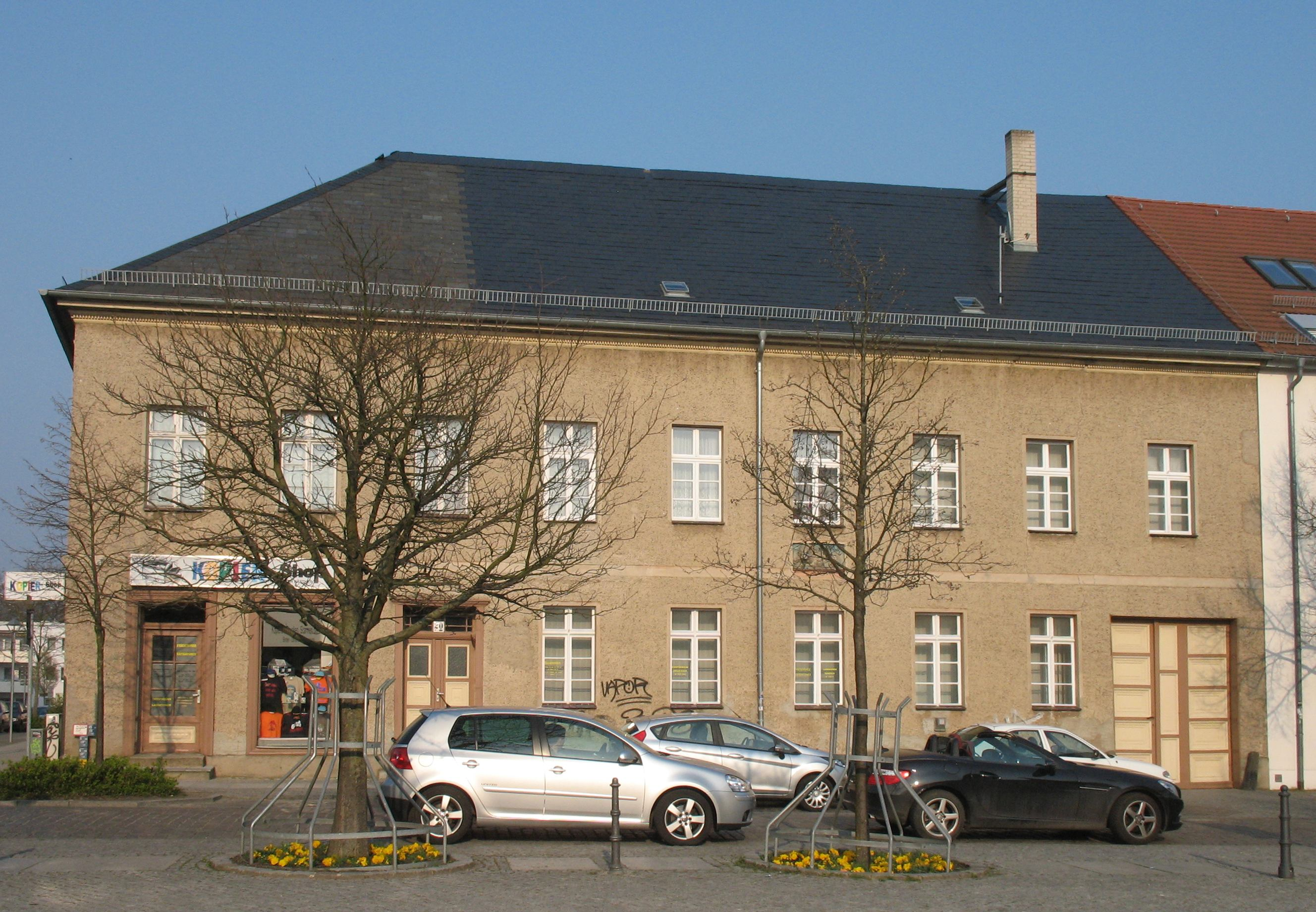
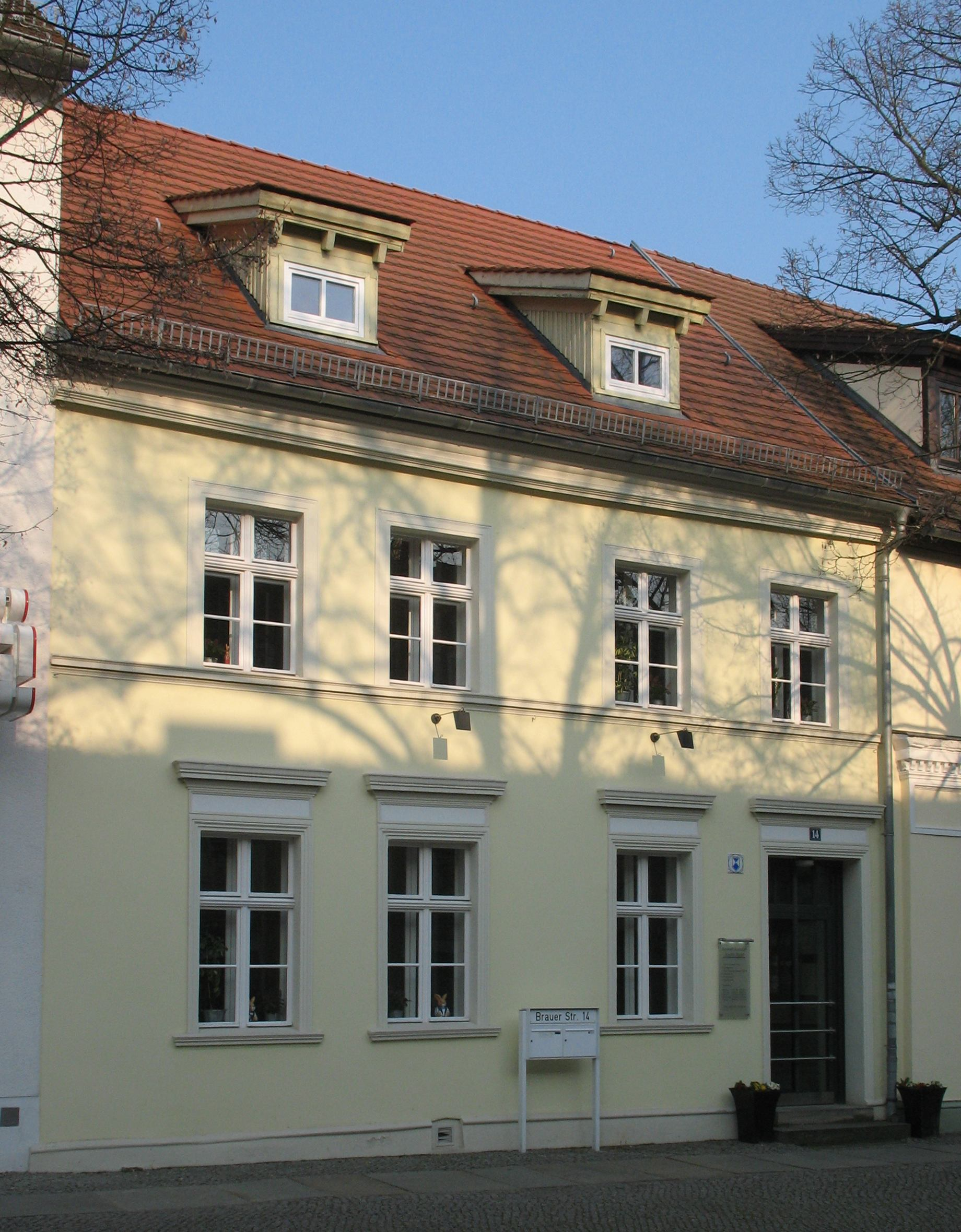
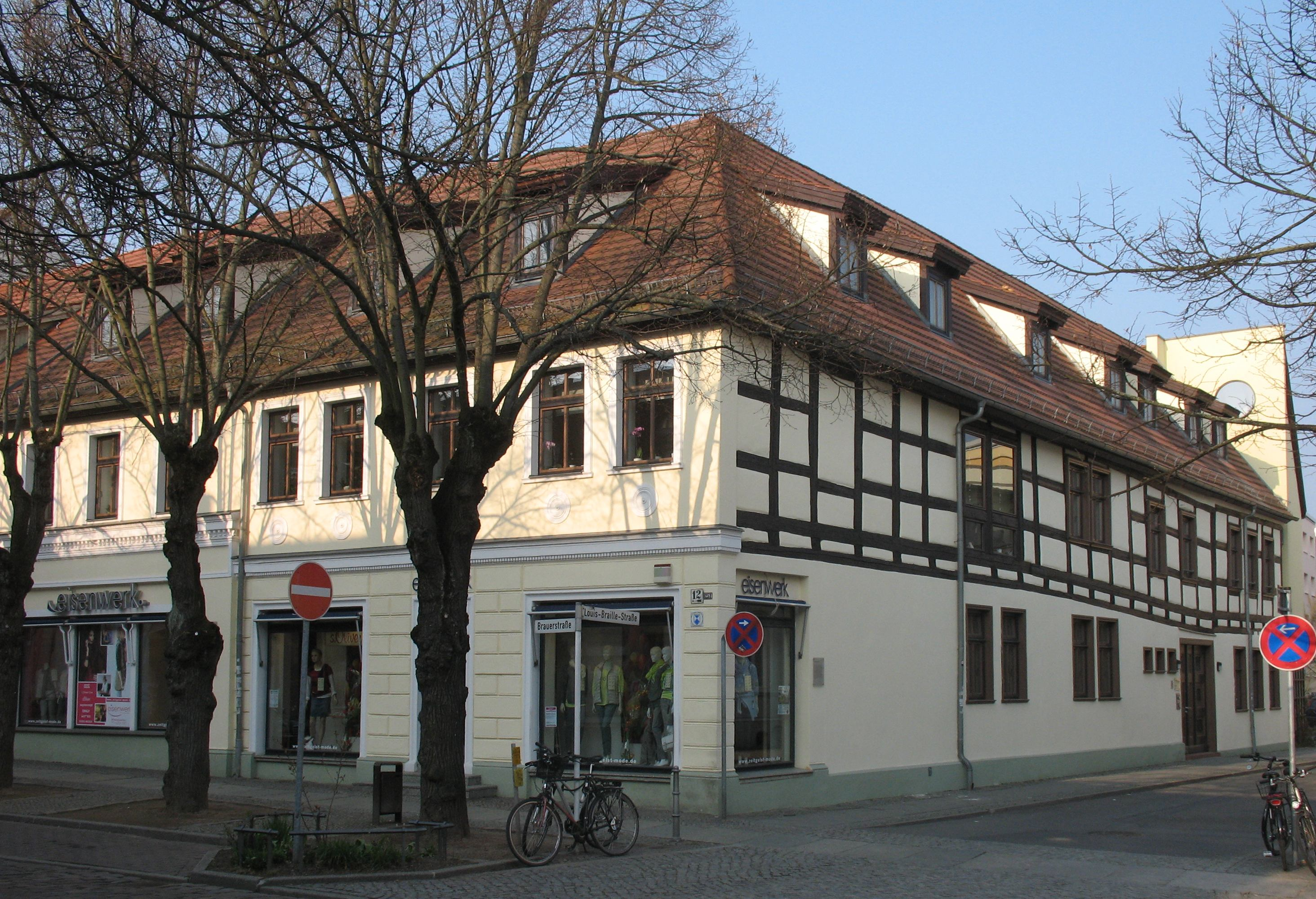
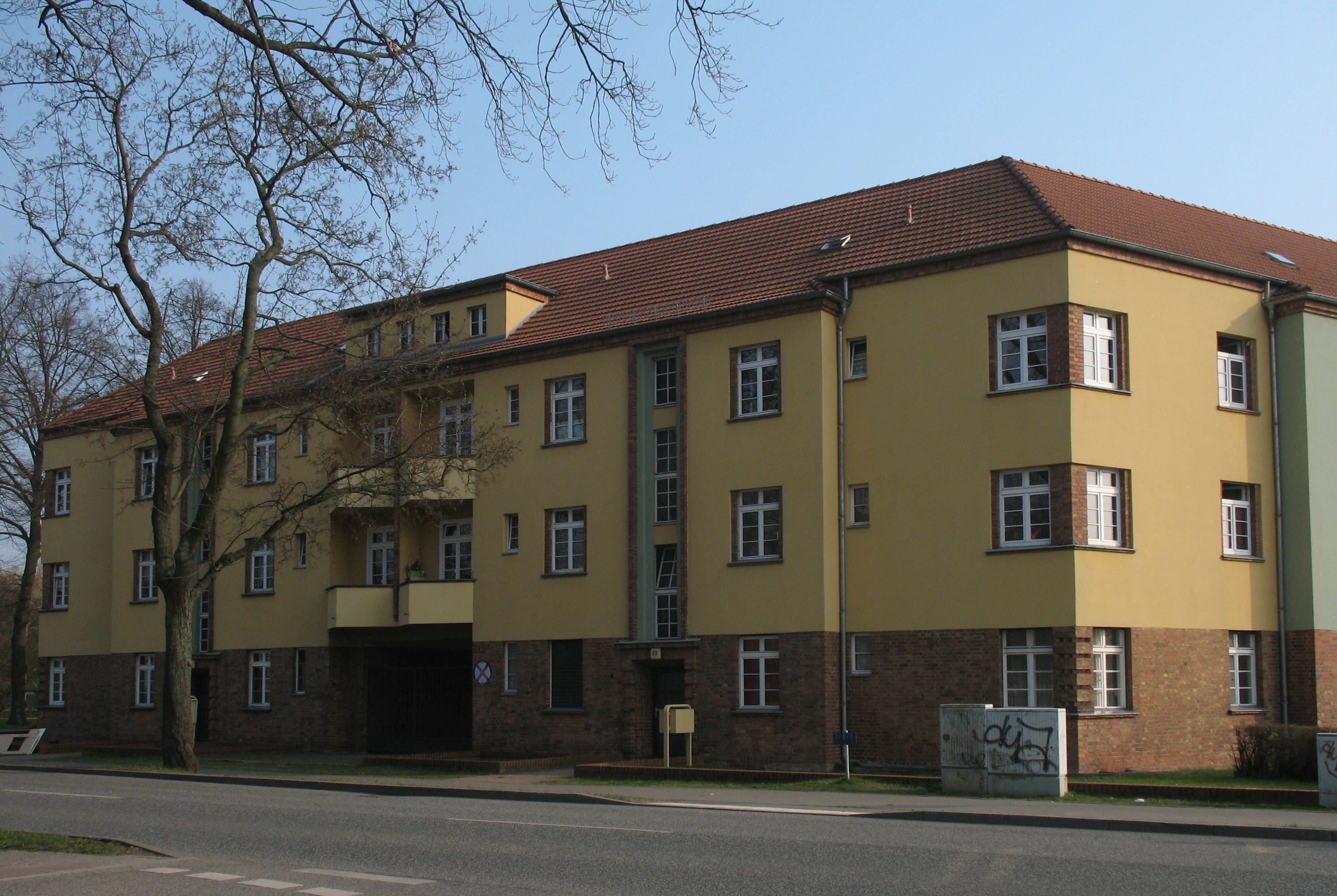
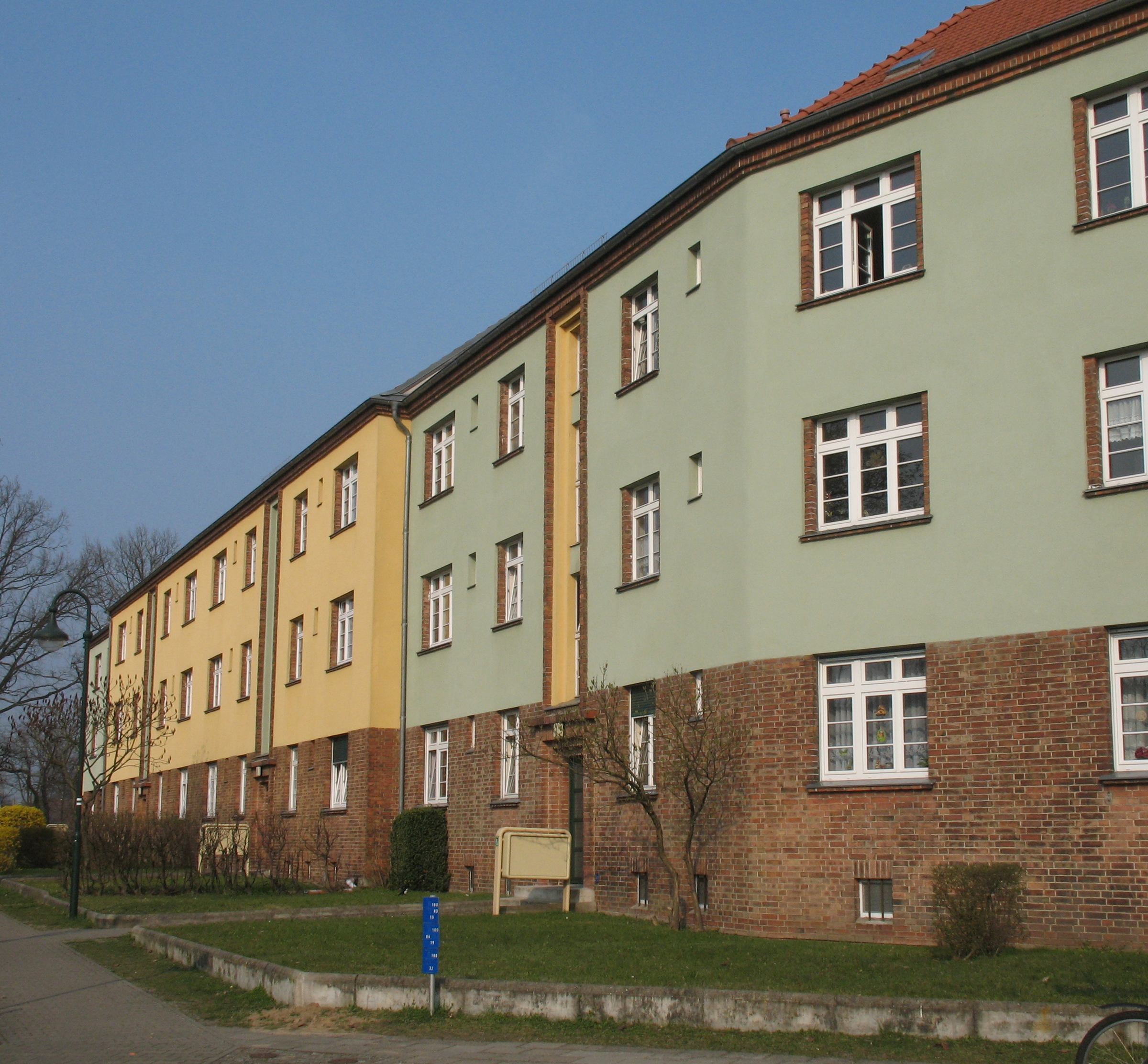
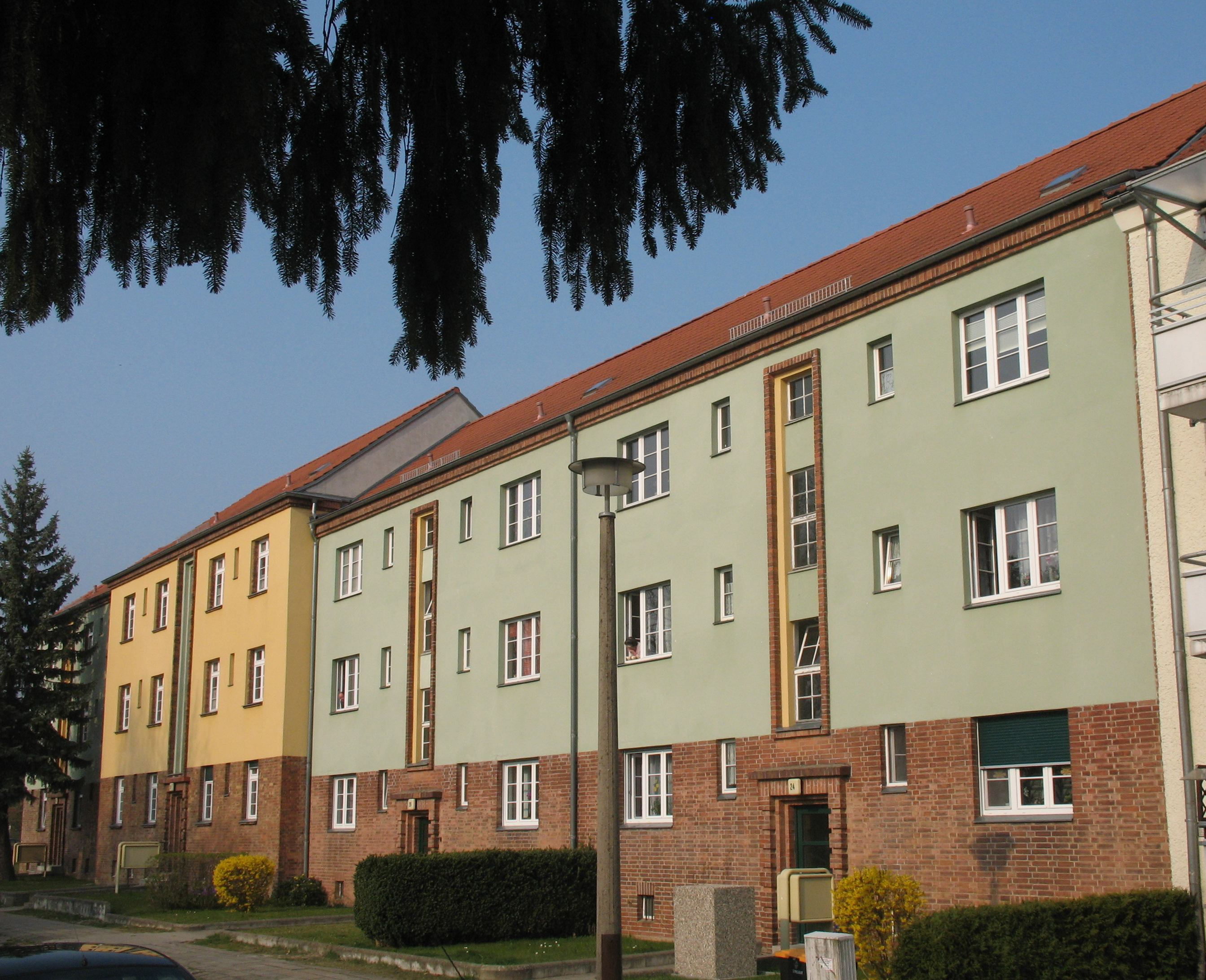
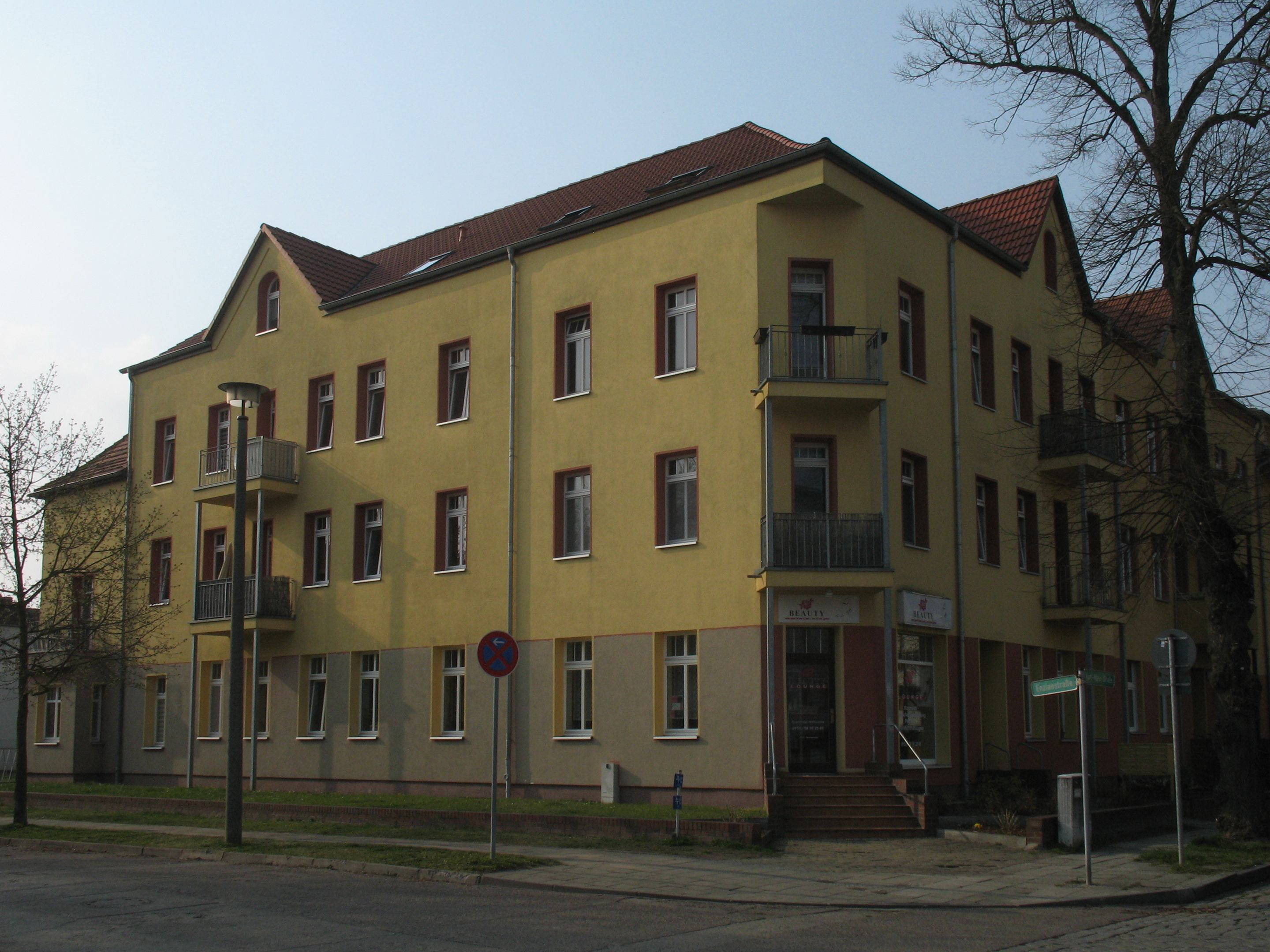